# Serrat del Palomero
El Serrat del Palomer és una serra situada al municipi de la Vall de Boí a la comarca de l'Alta Ribagorça, amb una elevació màxima de 1.650 metres.